# Rhyacophila nubila
Rhyacophila nubila là một loài Trichoptera trong họ Rhyacophilidae. Chúng phân bố ở miền Cổ bắc.